# Сарићи
Сарићи су насељено мјесто у општини Шипово, Република Српска, БиХ. Према попису становништва из 1991. у насељу је живјело 675 становника.

## Становништво
Према попису становништва из 1991. године, мјесто је имало 675 становника.
| Националност       | 1991.        | 1981. | 1971. |
| Срби               | 666 (98,67%) |       |       |
| Хрвати             | 1 (0,15%)    |       |       |
| Југословени        | 5 (0,74%)    |       |       |
| остали и непознато | 3 (0,44%)    |       |       |
| Укупно             | 675          | '     | '     |